# أحمد عمار الينباعي
أحمد عمار الينباعي(توزر, 04 ديسمبر 1950) هو وزير الشؤون الاجتماعية في حكومة مهدي جمعة التونسية التي أعلن عن تشكيلها في 26 يناير 2014.

## المسار المهني
- 2011 رئيس ديوان وزير الشؤون الاجتماعية إلى حد التاريخ
- 2005 مدير عام مكلف بمهمة بديوان وزير الشؤون الاجتماعية
- 1988 مدير عام تفقدية الشغل والمصالحة
- 1985 ميدر تفقدية الشغل
- 1982 مدير مساعد تفقدية الشغل التكوين الأكاديمي

## الحياة الشخصية
متزوج وأب لثلاثة أطفال